# Konsequentialismus
Konsequentialismus ist ein Sammelbegriff für Theorien aus dem Bereich Ethik, die den moralischen Wert einer Handlung aufgrund ihrer Konsequenzen beurteilen. Häufig werden konsequentialistische Positionen und Haltungen polemisch auf die Maxime Der Zweck heiligt die Mittel verkürzt.
Konsequentialistische Ethiken stehen damit im Gegensatz zu deontologischen Ethiken, die die Handlungen selbst und nicht deren Folgen als pflichtgemäß (geboten), erlaubt oder verboten beurteilt, und ebenso im Gegensatz zur Tugendethik, bei der Charakter und Motivation des Akteurs die entscheidenden Komponenten sind.
Unter den Begriff des Konsequentialismus fallen der Utilitarismus und Spielarten des ethischen Egoismus. Dabei verlangt der Utilitarismus, dass durch die Konsequenzen einer Handlung der Gesamtnutzen aller ethischen Subjekte größtmöglich sein soll; der ethische Egoismus fragt vor allem nach dem persönlichen Vorteil. Je nachdem, wie der Gesamtnutzen oder der persönliche Vorteil jeweils bestimmt werden (lang- oder kurzfristig, global oder lokal, auf Wohlstand oder auf Selbstachtung bezogen etc.), ergeben sich dabei recht unterschiedliche normative Systeme.